# André Weckmann

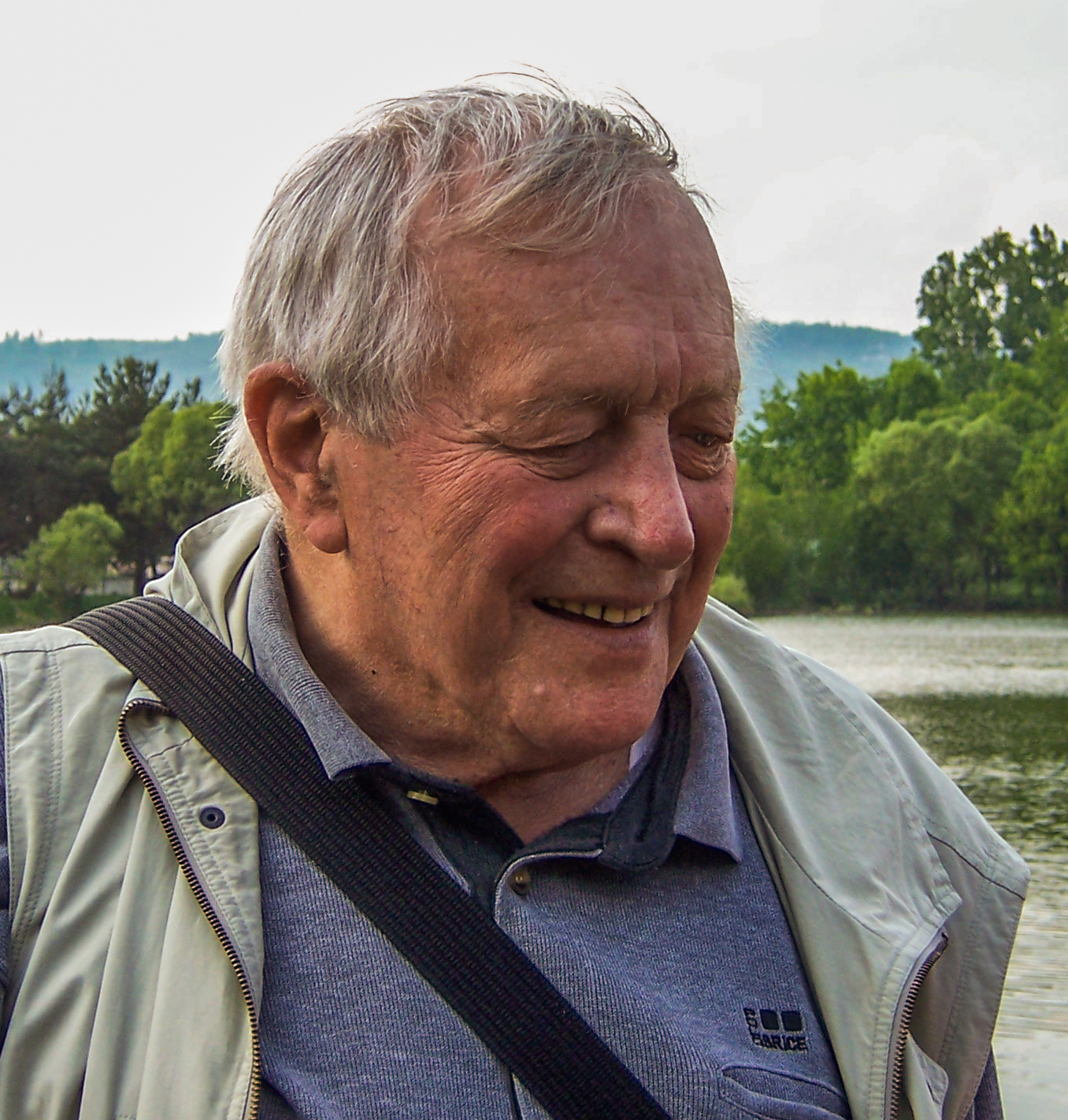
André Weckmann (2011)

André Weckmann (* 30. November 1924 in Steinbourg, Elsass; † 29. Juli 2012 in Straßburg) war ein elsässischer Schriftsteller. Der Poet lebte in Straßburg, wobei er sich jedoch häufig in der Gegend seiner Herkunft in der Zaberner Bucht und am Zorn-Durchbruch aufhielt. Er war einer der wichtigsten und progressivsten elsässischen Dialektdichter, bediente sich jedoch verschiedener Literaturformen in allen drei Ausdrucksformen seiner Heimat: Elsässisch, Hochdeutsch und Französisch.

## Leben und Wirken
André Weckmann wuchs als Sohn einer Wirtsfamilie in einer Dorfwirtschaft im Unterelsass bei Zabern auf. 1943 wurde er als einer von ca. 100.000 weiteren elsässischen so genannten Malgré-nous von der deutschen Wehrmacht zwangsrekrutiert. Er wurde in Russland verwundet und desertierte während eines Genesungsurlaubes, um in die Forces françaises de l’intérieur einzutreten. Nach dem Krieg studierte Weckmann und erhielt das Lehrerdiplom in Deutsch. Er war bis 1989 als Studienprofessor (Studienrat) an einem lycée in Straßburg angestellt. Sein Nachlass ist im Literaturarchiv Saar-Lor-Lux-Elsass überliefert.
Einfluss auf seine Entwicklung als Schriftsteller hatten vor allem Günter Grass, Wolfgang Borchert und Wolfdietrich Schnurre sowie Albert Camus, André Malraux und Jean-Paul Sartre.
Ab 1970 war Weckmann in der (alternativen) elsässischen Kulturpolitik und unter anderem in der Umweltbewegung, wie beispielsweise gegen das geplante Kernkraftwerk Wyhl, engagiert.

## Stimmen zu Weckmann
In einem Nachwort zu André Weckmanns Gedichtband elsassischi grammatik oder ein Versuch die Sprache auszuloten schrieb der Luxemburger Dialektforscher Fernand Hoffmann: „Was ich eben gelesen habe, das ist Lyrik in höchster Potenz. Aus dem Schweigen geboren. Dem Schweigen überantwortet. Dem Schweigen abgerungen. Innere Schreie. Zum Flüstern, gedämpft von tapfer hinuntergerungenen Tränen. Verlorene Worte, aufgesammelt am Abgrund des Verstummens. Elsässisches Schicksal, elsässisches Leid in lyrischen Kürzeln.“

## Schriften

### Gedichte
- 1975: Schang d’sunn schint schun lang
- 1975: Rhingold[4]
- 1976: Haxschissdrumerum
- 1980: Fremdi Getter
- 1983: Bluddi hand
- 1983: Landluft
- 1986: Apfel am Winterbaum
- 1989: elsassischi grammatik oder ein Versuch die Sprache auszuloten. ISBN 3-921365-93-7

### Prosa
- 1969: Sechs Briefe aus Berlin
- 1973: Geschichten aus Soranien, ein elsässissches Anti-Epos
- 1977: Die Fahrt nach Wyhl, eine elsässische Irrfahrt
- 1981: Wie die Würfel fallen, Neuausgabe: Röhrig Universitätsverlag, St. Ingbert 2004, ISBN 978-3-86110-382-0
- 1986: Odile oder das magische Dreieck
- 1992: Simon Herzog, fragments de substance
- 2001: Elsass, ein literarischer Reisebegleiter, herausgegeben zusammen mit Emma Guntz, Insel-Verlag, Frankfurt a. M. und Leipzig 2001, ISBN 3-458-34446-2
- 2003: TamieHeimat – Roman. ISBN 3-935731-05-1
- 2005: Schwarze Hornissen. Erzählungen aus dem sonderbaren Land, das Elsass heißt. ISBN 3-935731-98-1
- 2008: Hör der Wind bricht alte Reiser – Weihnachtserzählungen. ISBN 978-3-938823-41-5
- 2012: Zeitenwende – Elsässische Erzählungen. ISBN 978-3-941657-72-4

### Weitere Werke
- 1993: Wie weit ists noch bis Prag (eine elsässische Tragödie)  ISSN 0398-1039
- 1994: Helene (e Trojanischs Resselspeel) divertimento alsacien ISBN 2-906995-25-8

### Werke in Französisch
- 1968: Les Nuits de Fastov
- 1975: Fonse ou l’éducation alsacienne
- 1988: La Roue du paon, version française du roman Odile oder das magische Dreieck

### CD
- René Egles, André Weckmann: Wihnachtszitt (1996)[5]

## Preise und Ehrungen
- 1976: Johann-Peter-Hebel-Preis des Landes Baden-Württemberg für Odile oder das magische Dreieck und andere poetische und schriftstellerische Werke
- 1978: Grand prix Georges Holderith de l’Institut des arts et traditions populaires, Straßburg
- 1979: Mölle-Literaturpreis, Schweden
- 1986: Jacob-Burckhardt-Preis, Johann-Wolfgang-von-Goethe-Stiftung Basel
  - Otto-Ernst-Sutter-Gedenkmedaille der Stadt Gengenbach
- 1990: Carl-Zuckmayer-Medaille (zusammen mit Adolf Muschg und Martin Walser)
- 1996: Friedestrompreis vom Internationalen Mundartarchiv „Ludwig Soumagne“
- 1998: Turmschreiber in Deidesheim[6]
  - Badisch-Elsässischer Kulturpreis der Stadt Rastatt
- 1999: Gustav-Regler-Preis der Stadt Merzig
- 2002: Prix Européen de Langue Régionale[7]